# Блестящий лиолемус
Блестящий лиолемус (лат. Liolaemus nitidus) — вид ящериц из семейства Liolaemidae. Эндемик Атакамы в Чили, особенно распространённый в экорегионе Чилийский Маторраль.
Длина тела составляет 9 см, с длиной хвоста — до 27 см. Окраска варьируется в зависимости от возраста, у взрослых тёмно-коричневого цвета с металлическим блеском с чёткими желтоватыми линиями.
Обитает в горных районах на скалах и в кустарниках на высоте от 0 до 3050 метров над уровнем моря. Ведёт наземный образ жизни. Молодые особи питаются насекомыми, взрослые, как правило, всеядны. Яйцекладущая ящерица. Самка откладывает 5—6 яиц в октябре.